# Hallinjärvi
Hallinjärvi är en sjö i kommunen Keuru i landskapet Mellersta Finland i Finland. Arean är 44 hektar och strandlinjen är 4,16 kilometer lång. Sjön  ingår i Kumo älvs huvudavrinningsområde.   Den ligger omkring 54 kilometer väster om Jyväskylä och omkring 210 kilometer norr om Helsingfors. 
I sjön finns ön Hallinsaari. 